# الإمبراطورية المنهارة
الإمبراطورية المنهارة هي رواية أوبرا الفضاء من تأليف جون سكالزي نشرت لأول مرة في 21 مارس 2017.